# Либертэ (броненосец)
«Либертэ» (фр. Le Liberté) — второй корабль в серии французских эскадренных броненосцев типа «Демократи». «Либертэ» был заложен в ноябре 1902, спущен на воду в 1905 году, достройка на плаву закончена в марте 1908 года. Вступил в состав флота в марте 1908, спустя год после британского линкора Дредноут.
После её ввода в действие Liberté назначили на французский средиземноморский флот.
Корабль прослужил только три с половиной года. В сентябре 1911 года на броненосце, пришвартованном в Тулоне, произошел мощный взрыв боеприпасов. При взрыве погибло приблизительно 250 членов экипажа (204 убитых и 184 раненых), и корабль был полностью разрушен и затонул. «Либертэ» остался в гавани до 1925 года, после чего был поднят и отправлен на лом.
Русский инженер Г. Н. Сиденснер предложил план подъёма частей эскадренного броненосца «Либертэ», которые мешали навигации. Вместе с привлечённым им в качестве водолаза бывшим русским подводником И. И. Бахановский они работали над подъёмом, который закончен к 1925 году.